# Rosa uriensis
Rosa uriensis är en rosväxtart som beskrevs av Lagg., Amp; Puget och Michel Cottet. Rosa uriensis ingår i släktet rosor, och familjen rosväxter.

## Underarter
Arten delas in i följande underarter:
- R. u. glabriuscula
- R. u. simplicidens
- R. u. biserrata
- R. u. adenophora
- R. u. inermis
- R. u. hispidissima
- R. u. monnieri
- R. u. pubescens
- R. u. heerii
- R. u. typica
- R. u. rigidula
- R. u. grandifrons
- R. u. longipedunculata
- R. u. gracilis
- R. u. rufescens
- R. u. glandulifera
- R. u. brueggeri
- R. u. heteracantha
- R. u. addensis
- R. u. burmiensis
- R. u. uniserrata